# Хуан Каяссо
Хуан Арнольдо Каяссо Рейд (ісп. Juan Arnoldo Cayasso Reid; нар. 24 червня 1961, Лимон) — костариканський футболіст, що грав на позиції флангового півзахисника. Відомий за виступами в костариканських клубах «Алахуеленсе» та «Сапрісса», в яких він у різні роки став володарем Кубка чемпіонів КОНКАКАФ, німецькому клубі «Штутгартер Кікерс», алжирському клубі «Оран», а також у складі національної збірної Коста-Рики. По завершенні виступів на футбольних полях — костариканський футбольний тренер.

## Клубна кар'єра
Хуан Каяссо народився в місті Лимон, та розпочав виступи на футбольних полях у 1981 році у складі команди «Алахуеленсе», в якій грав до 1988 року. у складі команди був не тільки одним із основних гравців середини поля, а й одним із кращих бомбардирів, відзначившись 62 забитими голями в 225 проведених матчах за клуб. У 1986 році Каяссо у складі «Алахуеленсе» став володарем Кубка чемпіонів КОНКАКАФ.
У 1988 році Хуан Каяссо став гравцем іншого костариканського клубу «Сапрісса», в якому грав до 1990 року. У 1990 році костариканський півзахисник стає гравцем клубу німецької Бундесліги «Штутгартер Кікерс», у якому грав до 1992 року. У 1992 році Каяссо повернувся на батьківщину, та до 1993 року грав у складі клубу «Кармеліта».
У 1993 році Каяссо повернувся до складу клубу «Сапрісса», і в перший же рік виступів вдруге став володарем Кубка чемпіонів КОНКАКАФ. У складі «Сапрісси» був також як основним гравцем середини поля, так одним із основних бомбардирів команди, відзначившись у 104 проведених матчах 27 забитими м'ячами.
У 1996—1997 роках Хуан Каяссо грав у складі костариканських клубів «Турріальба», «Белень» та «Мунісіпаль Гойкоечеа». У 1997—2000 роках Каяссо вдруге за свою кар'єру футболіста грав у клубі «Кармеліта». Завершив ігрову кар'єру Хуан Каяссо в алжирському клубі «Оран», у якому грав у 2000—2001 роках.

## Виступи за збірну
У 1983 році Хуан Каяссо дебютував у складі національної збірної Коста-Рики. У складі збірної наступного року він брав участь в олімпійському футбольному турнірі в Лос-Анджелесі. У 1990 році Каяссо у складі збірної був учасником чемпіонату світу 1990 року в Італії. У 1993 році він брав участь у розіграшу Золотого кубка КОНКАКАФ 1993 року у США та Мексиці, на якому костариканська команда здобула бронзові нагороди. У 1993 році завершив виступи у збірній, загалом протягом кар'єри у національній команді провів у її формі 49 матчів, забивши 9 голів.

## Кар'єра тренера
Невдовзі після завершення виступів на футбольних полях Хуан Каяссо очолював нижчоліговий костариканський клуб «Ель Робле». У 2005 році він очолював клуб зі свого рідного міста «Лимоненсе», пізніше кілька років працював у структурі клубу.

## Титули і досягнення
- Володар Кубка чемпіонів КОНКАКАФ (2):

«Алахуеленсе»: 1986
«Сапрісса»: 1993
- Переможець Чемпіонату націй КОНКАКАФ: 1989
- Бронзовий призер Золотого кубка КОНКАКАФ: 1993